# Jumo 012
A Junkers Jumo 012 Németországban a második világháború utolsó éveiben a Junkers Motorgyár által kifejlesztett gázturbinás sugárhajtómű. A háború végéig azonban a prototípus nem készült el.
A Junkers Ju 287 bombázó repülőgépbe szánt hajtómű fejlesztését a II. világháború utolsó éveiben kezdték el Dessauban, a Junkers Motorgyárban (Junkers Motorenbau). A háború végéig azonban csupán a hajtómű egyes részegységei készültek el, a prototípust nem sikerült összeszerelni. A Jumo 012-t az első sikeres és sorozatban gyártott német gázturbinás sugárhajtómű, a Jumo 004 továbbfejlesztésével alakították ki. Az axiális kompresszor fokozatainak számát 11-re növelték, és a turbina is kétfokozatú lett.
Amikor a Vörös Hadsereg elfoglalta Dessaut, a szovjet megszálló hatóság a hajtómű fejlesztésének folytatása mellett döntött. 1946 végéig 15 gázturbinás sugárhajtóművet terveztek megépíteni a tesztekhez. A gázturbinát a Junkers szovjet felügyelet alatt dolgozó szakemberei által tervezett EF132 bombázó repülőgépen kívánták alkalmazni. 1946 júniusában készült el az első prototípus, de augusztusban egy teszt során tönkrement. Ezután 1946 őszén elkészült a második prototípus. Ezen kisebb módosításokat végeztek az első prototípushoz képest, és a Jumo 012B típusjelet kapta. 1948 tavaszára összesen 5 db B változatú hajtómű készült el a tesztekhez. A Szovjetunióban a Németországban zsákmányolt hajtóművek és dokumentációk alapján tervezett és gyártott gázturbinás sugárhajtóművek arra az időszakra már túlszárnyalták teljesítményben a II. világháborús német hajtóműveket, így 1948-ban leállították a fejlesztését.
A Jumo 012 háború utáni utóélete kétfelé ágazik el. Az 1950-es évek második felében az NDK-ban újra elővették a Jumo 012 terveit, amely alapján a Baade B–152 utasszállító repülőgéphez terveztek kifejleszteni egy hazai gyártású hajtóművet. A Pirnában felépített gyárban fejlesztett és Pirna 014 típusjelet kapott gázturbinás sugárhajtómű 1960-ra vált üzemképessé.
Ugyancsak a Jumo 012-n alapul a Jumo 022 légcsavaros gázturbina, amelynek reduktora kettő, koaxiális elrendezésű, ellenforgó légcsavarpárt hajtott. A II. világháború végéig egy példányt készítettek el Dessauban, de nem próbálták ki. 1947-ben a szovjet megszálló hatóság utasítására a Junkers mérnökei a Szovjetunióban folytatták a fejlesztőmunkát az osztrák Ferdinand Brander vezetésével. A Jumo 022 tervezési koncepciója alapján fejlesztették ki a PTL 022 légcsavaros gázturbinát, amelynél a Dessauban megépített Jumo 012B hajtóművek tesztelése során szerzett tapasztalatokat is felhasználták. Ez a hajtómű később a TV–2 típusjelet kapta a Szovjetunióban, majd ebből alakították ki Brander vezetésével máig a világ legnagyobb teljesítményű légcsavaros gázturbináját, a Kuznyecov NK–12-t.

## Műszaki adatai
- Hossz: 4945 mm
- Legnagyobb átmérő: 1080 mm
- Tömeg: 1600 kg
- Tolóerő: 29,4 kN
- Üzemi fordulatszám: 6000 f/perc
- Kompresszor: 11 fokozatú axiális kompresszor
- Égéstér: 6 db csöves égéstér
- Turbina: 2 fokozatú

## Külső hivatkozások
- The Hugo Junkers Homepage